# Quedar
Quedar (en àrab قيدار K'dar ibn Ismā'īl ) va ser l'avantpassat epònim de la confederació tribal dels Kedarites, una tribu nòmada a la península d'Aràbia que existia en temps del rei David. Segons el capítol vint-i-cinquè del Gènesi fou el segon fill d'Ismael.
El Llibre de Jasher citava el nom dels seus quatre fills; Alió, Kezem, Xamad i Alí. anomenada kedarites, suposadament descendents seus. Els historiadors àrabs clàssics anomenaven sovint Nabaiot (germà gran de Quedar) com un dels ancestres de Mahoma, tot i que en altres tradicions es deia que Mahoma descendia del mateix Quedar.
La ciutat de Qeydar, al districte central del comtat de Khodabandeh, a l'Iran, porta el seu nom.

## Narrativa bíblica
Qedar és esmentat al Llibre del Gènesi com un dels dotze fills d'Ismael juntament amb Nebaioth. Als Llibres de les Cròniques, Qedar és considerat el segon fill d'Ismael, i Nebaioth és el primogènit. El nom "Kedar" també s'utilitza més tard al Llibre d'Isaïes, al Llibre de Jeremies i als Salms com a nom per a un grup tribal de l'Orient Mitjà, que probablement són els Qedarites . Els descendents principescos de Qedar també es descriuen al Llibre d'Ezequiel com a comerciants. En total, el nom de Qedar s'esmenta 11 vegades a l'Antic Testament.

## Narrativa àrab
Les tradicions àrabs expliquen que Qedar era fill d'Ismael i la seva esposa, filla del cap de la tribu Jurhum. Qedar i el seu germà Nebaioth també es van convertir en els guardians de la Kaaba a la Meca després de la mort del seu pare, abans que el seu avi matern assumís el càrrec més tard. També es diu que Qedar va ser l'avantpassat d'Adnan, cosa que el converteix en un avantpassat de les tribus i confederacions adnanites, com ara els Mudar, Hudhayl, Kinana, Taghlib, Bakr ibn Wa'il i Quraysh.